# Бульбашка «Посейдона»
Бульбашка Посейдона була бульбашкою фондового ринку, в якій ціна австралійських акцій гірничодобувної промисловості злетіла наприкінці 1969, а потім звалилася на початку 1970-х. Вона була викликана відкриттям Poseidon Nickel ранніх ознак перспективного нікелевого родовища у вересні 1969.
Наприкінці 1960-х нікель мав високий попит через В'єтнамську війну, але через промислові дії проти найбільшого канадського постачальника Inco спостерігався дефіцит пропозиції. Ці фактори підштовхнули ціни на нікель до рекордних рівнів, досягнувши піку приблизно в 7000 фунтів стерлінгів/тонна (113 000 фунтів стерлінгів у 2018 з поправкою на інфляцію))  на лондонському ринку на початку листопада 1969. У вересні 1969 геологорозвідувальна компанія Poseidon NL зробила велике відкриття нікелю на горі Віндарра за 22 кілометри на північний захід від Лавертона, Західна Австралія. На початку вересня його акції, які торгувалися на рівні $0,80, почали зростати на інсайдерській торгівлі (що на той час не було незаконним). 1 жовтня компанія Poseidon оголосила, що буріння видобуло 40 метрів руди, в середньому 3,56% нікелю, і ціна акцій негайно зросла, доки акції Poseidon не торгувалися на рівні $12,30. Після цього світ з'явилося дуже мало додаткової інформації, але ціна продовжувала зростати на спекуляціях. Якогось моменту британський брокер запропонував вартість до $382 за акцію.
Ціна акцій Poseidon швидко стала занадто високою для багатьох інвесторів, тому деякі звернулися до акцій інших компаній, що досліджують околиці Віндарри, і зрештою до інших акцій з видобутку нікелю в цілому. У міру зростання цін на акції гірничодобувної промисловості промоутери стали перераховувати нові компанії, сподіваючись на них заробити. З жовтня до грудня 1969 індекс ASX All Mining зріс на 44%. Акції гірничодобувної промисловості досягли піку в січні 1970, а потім одразу ж звалилися. Акції Poseidon досягли внутрішньоденного максимуму в 280 доларів у лютому 1970, а потім швидко впали.
На той час, коли Посейдон справді почав виробляти нікель, вартість на нього впала. Крім того, нікелева руда була більш низької якості, ніж спочатку передбачалося, і витрати на видобуток були вищими. Прибутку від копальні було недостатньо, щоб утримати «Посейдон» на плаву, і в 1974 його прийнято в управління. Компанія була виключена зі списку учасників фондової біржі у 1976. WMC Resources потім узяв на себе управління копачем, керуючи ним до 1991. Видобуток припинився на горі Віндарра в 1989, і в Південній Віндарра в 1991. Гора Віндарра видобула 5,3 мільйона тонн руди із вмістом нікелю 1,5 % протягом усього терміну служби копальні.
У 1974 сенатський Комітет Пітера Рея представив свою доповідь про бульбашку Посейдона, в якій були задокументовані численні випадки неналежної торгової практики. Він рекомендував внести низку змін у регулювання фондових ринків, що в кінцевому підсумку призвело до прийняття законодавства Австралії про національні компанії та цінні папери.